# Samuel Rodríguez Ramos
Samuel Rodríguez Ramos (nacido el 2 de agosto de 1997, en San Cristóbal de La Laguna, Tenerife) es un jugador de baloncesto español, que ocupa la posición de ala-pívot. Actualmente milita en el Grupo Alega Cantabria de la Primera FEB.

## Biografía
Rodríguez se inició en la práctica del baloncesto en las categorías inferiores del Real Club Náutico tinerfeño y a los 14 años fue fichado por el Club Joventut de Badalona donde permaneció de 2011 a 2014.
Más tarde, el ala-pívot volvería a la isla y disputaría cinco campañas (2014-2019) en el Real Club Náutico de Tenerife de la Liga EBA, club vinculado al Iberostar Tenerife de la Liga Endesa.
Durante la temporada 2018-19 disputaría 29 partidos con el Real Club Náutico de Tenerife, en los que Samuel Rodríguez promedió 14,6 puntos (con un 56,3% de acierto en tiros de 2 y un 39,5% de acierto en triples), 6,2 rebotes y 18,4 de valoración en 25,3 minutos de juego.
Además, el 4 de octubre de 2018 debutó en la Liga Endesa con el Iberostar Tenerife, equipo con el que también disputaría tres encuentros de la Basketball Champions League.
En verano de 2019, se compromete con el HLA Alicante de LEB Oro, recién ascendido y con el que se compromete para las tres temporadas.
Durante la temporada 2019-20, el jugador es cedido al Albacete Basket de la Liga LEB Plata para jugar durante una temporada. Logra promedios de 7.3 puntos y 3.6 rebotes hasta la cancelación de la temporada debido a la pandemia de coronavirus.
En la temporada 2020-21, formaría parte de la plantilla del HLA Alicante de LEB Oro. Tras disputar únicamente tres partidos es cedido al CB Benicarló de LEB Plata, donde completa la temporada con medias de 16.1 puntos y 6.7 rebotes.
El 30 de julio de 2021 se anunció su desvinculación del club alicantino y firma por el FC Cartagena Baloncesto de la Liga LEB Plata por una temporada. En la temporada 2021-22, con el conjunto cartagenero firmó más de 13 puntos y casi 6 rebotes por encuentro, con el que consiguió disputar los playoffs de ascenso en su primera temporada en la categoría.
El 29 de junio de 2022, firma con el Club Melilla Baloncesto, equipo de LEB Oro española, para disputar la temporada 2022-23, donde promedió 8'2 puntos y 4 rebotes, con un 41% en triples.
El 28 de junio de 2023, firma por el Club Ourense Baloncesto de la Liga LEB Oro.
El 13 de julio de 2025, firma por el firma por el Grupo Alega Cantabria de la Primera FEB.

## Internacional
Samuel ha sido internacional sub-16, sub-17, sub-18 y sub-19. Con la selección española sub-16 obtuvo la medalla de oro en el Campeonato de Europa celebrado en 2013 en Kiev, Ucrania.